# Рабштин
Рабштин (пол. Rabsztyn) — село в Польщі, у гміні Олькуш Олькуського повіту Малопольського воєводства.
Населення — 197 осіб (2011).
Село відоме руїнами Рабштинського замку 15-16 ст.
У 1975-1998 роках село належало до Катовицького воєводства.

## Демографія
Демографічна структура станом на 31 березня 2011 року:
|          | Загалом | Допрацездатний вік | Працездатний вік | Постпрацездатний вік |
| -------- | ------- | ------------------ | ---------------- | -------------------- |
| Чоловіки | 92      | 10                 | 65               | 17                   |
| Жінки    | 105     | 13                 | 66               | 26                   |
| Разом    | 197     | 23                 | 131              | 43                   |